# 南方机械制造厂
马卡罗夫南方机械制造厂生产联合体（烏克蘭語：Державне підприємство «Виробниче об'єднання Південний машинобудівний завод ім. О. М. Макарова»），简称作皮夫登马什（烏克蘭語：Південмаш）或尤日马什（俄语：Южмаш），是一家乌克兰国有航空航天制造商。1991年之前，它是一家苏联国有工厂。
2024年，该制造厂遭到俄罗斯榛树导弹袭击。